# Carlo Piccioni
Carlo Piccioni (Asti, 12 marzo 1932 – Biella, 4 luglio 2002) è stato un calciatore italiano, di ruolo ala.

## Carriera
Giocò in Serie A con il Novara.